# Кароліне Борґерсен
Кароліне Борґерсен (норв. Karoline Borgersen; нар. 1 липня 1976) — колишня норвезька тенісистка.
Найвищу одиночну позицію світового рейтингу — 389 місце досягла 12 червня 2006, парну — 408 місце — 19 червня 2006 року.
Здобула 3 парні титули.

## Фінали ITF

### Одиночний розряд (0–1)
| Результат | Ранг | Дата              | Турнір            | Покриття | Суперниця       | Рахунок  |
| --------- | ---- | ----------------- | ----------------- | -------- | --------------- | -------- |
| Поразка   | 1.   | 28 листопада 2004 | ITF Преторія, ПАР | Тверде   | Шанелль Схеперс | 1–6, 3–6 |

### Парний розряд (3–4)
| Результат | Ранг | Дата              | Турнір                | Покриття | Партнерка         | Суперниці                                  | Рахунок       |
| --------- | ---- | ----------------- | --------------------- | -------- | ----------------- | ------------------------------------------ | ------------- |
| Поразка   | 1.   | 27 червня 2004    | ITF Тлемсен, Алжир    | Ґрунт    | Anna-Maria Miller | Шеллі Стефенс Joanne Akl                   | 1–6, 0–6      |
| Перемога  | 1.   | 22 листопада 2004 | ITF Преторія, ПАР     | Тверде   | Леоні Мекел       | Karin Schlapbach Vanessa Wellauer          | 6–2, 6–4      |
| Поразка   | 2.   | 3 грудня 2004     | ITF Преторія, ПАР     | Тверде   | Леоні Мекел       | Шанелль Схеперс Мелісса Беррі              | 2–6, 6–3, 5–7 |
| Поразка   | 3.   | 25 червня 2005    | ITF Осло, Норвегія    | Ґрунт    | Крістіна Андловіч | Надя Рома Юганна Ларссон                   | 4–6, 4–6      |
| Перемога  | 2.   | 23 травня 2006    | ITF Balș, Румунія     | Ґрунт    | Марі Андерссон    | Raluca Ciulei Lenore Lazaroiu              | 6–0, 6–1      |
| Перемога  | 3.   | 4 червня 2006     | ITF Русе, Болгарія    | Ґрунт    | Дія Евтімова      | Биляна Павлова-Димитрова Nadejda Vassileva | 6–0, 6–0      |
| Поразка   | 4.   | 29 липня 2006     | ITF Ґеусдал, Норвегія | Тверде   | Міхаела Юханссон  | Марі Андерссон Надя Рома                   | 4–6, 0–6      |